# Breynia (zee-egel)
Breynia is een geslacht van zee-egels uit de familie Loveniidae.

## Soorten
- Breynia australasiae (Leach, 1815)
- Breynia birmanica Vredenburg, 1922 †
- Breynia cordata Hayasaka & A. Morishita, 1947 †
- Breynia desorii Gray, 1851
- Breynia elegans Mortensen, 1948
- Breynia neanika McNamara, 1982
- Breynia sirtica Airaghi, 1939 †
- Breynia testudinaria Hayasaka & A. Morishita, 1947 †
- Breynia vredenburgi Anderson, 1907